# Kevin Nolan
Kevin Nolan, född 24 juni 1982 i Liverpool, är en engelsk fotbollsspelare med härstamning från Irland. Nolan spelar sedan januari 2016 i Leyton Orient som spelande tränare. 2017 börja han spela för Notts County FC
West Ham United betalade runt tre miljoner pund för spelaren när han köptes från Newcastle United FC i juni 2011. Mellan 1999 och 2009 spelare Nolan 296 ligamatcher och gjorde 40 mål för Bolton Wanderers, han var även lagkapten i klubben. Mellan 2002 och 2004 spelade han två landskamper för Englands U21-landslag.